# Andrzej Abrek
Andrzej Abrek (ur. ?, zm. 29 czerwca 1700) – polski teolog, profesor i zarazem rektor Akademii Zamojskiej, sekretarz królewski.

## Życiorys
W latach 1674–1675 wybudował w Bukowinie drewnianą kaplicę pw. Ofiarowania Najświętszej Marii Panny
Był autorem łacińskich panegiryków oraz kilku mów pochwalnych i gratulacyjnych.